# ماري ملكة الدنمارك
الملكة ماري (5 فبراير 1972 -)، زوجة الملك فردريك العاشر. أصبحت ملكة الدنمارك القرينة في 14 يناير 2024 بعد أن تنحت والدة زوجها الملكة مارغريت الثانية عن العرش لصالح ابنها فردريك.
في عام 2000، التقت ماري بفريدريك (ولي عهد الدنمارك آنذاك) أثناء حضورها دورة الألعاب الأولمبية الصيفية لعام 2000 في سيدني. تزوجا في 14 مايو 2004 في كاتدرائية كوبنهاغن. لديهما أربعة أطفال: كريستيان، إيزابيلا، فنسنت وجوزفين. منذ زواجها، شاركت ماري بنشاط نيابة عن النظام الملكي الدنماركي، وهي تعمل كراعية لأكثر من 30 منظمة خيرية، بما في ذلك صندوق الأمم المتحدة للسكان، والمكتب الإقليمي الأوروبي لمنظمة الصحة العالمية، والمجلس الدنماركي للاجئين . في عام 2007 أسست منظمتها الاجتماعية الحائزة على جوائز (مؤسسة ماري).

## حياتها
بدأت ماري الدراسة في مدرسة كلير ليك سيتي الابتدائية في هيوستن، تكساس عام 1974 إذ كان والدها أستاذ الرياضيات التطبيقية يعمل في مركز جونسون للفضاء. انتقلت بعد ذلك إلى ساندي باي، تسمانيا وأقامت هناك من عام 1975 إلى عام 1977. تلقت تعليمها الابتدائي (1978-1983) في وايميا هايتس، تلاه تعليمها الثانوي (1984-1987) في مدرسة تارونا الثانوية، ثم درست الثانوية (1988-1989) في كلية بهوبارت [الإنجليزية].
تابعت دراساتها في جامعة تسمانيا من عام 1990 إلى عام 1994، وتخرجت بدرجة البكالوريوس في التجارة وبكالوريوس الحقوق في 27 مايو 1995. ومن عام 1994 إلى عام 1996، التحقت ببرنامج الدراسات العليا وتأهلت بشهادات في الإعلان من اتحاد الإعلان الأسترالي (AFA) والتسويق المباشر من جمعية التسويق المباشر الأسترالية.
لغتها الأم هي الإنجليزية، ودرست الفرنسية خلال تعليمها الثانوي. في عام 2002، عملت لفترة وجيزة كمعلمة للغة الإنجليزية في باريس أثناء مواعدتها ولي العهد الأمير فريدريك. بعد انتقالها إلى الدنمارك وقبل زواجها، درست ماري اللغة الدانماركية كلغة أجنبية في مدرسة دراساتسكولين للغات [الإنجليزية] في كوبنهاغن عام 2003.

## الزواج والأبناء
في 14 مايو 2004 تزوجت من الأمير فريدريك ولي عهد الدنمارك والذي كانت التقته أثناء دورة الألعاب الأولمبياد الصيفية سنة 2000 والتي أقيمت في سيدني، وأنجبا:
- الأمير كريستيان (ولد في 15 أكتوبر 2005).
- الأميرة إيزابيلا (ولدت في 21 أبريل 2007).
- الأمير فنسنت (ولد في 8 يناير 2011).
- الأميرة جوزفين (ولدت في 8 يناير 2011).

## روابط خارجية
- ماري ملكة الدنمارك على موقع IMDb (الإنجليزية)
- ماري ملكة الدنمارك على موقع مونزينجر (الألمانية)
- ماري ملكة الدنمارك على موقع إن إن دي بي (الإنجليزية)